# Misteri di Samotracia e Misteri degli dèi Cabiri

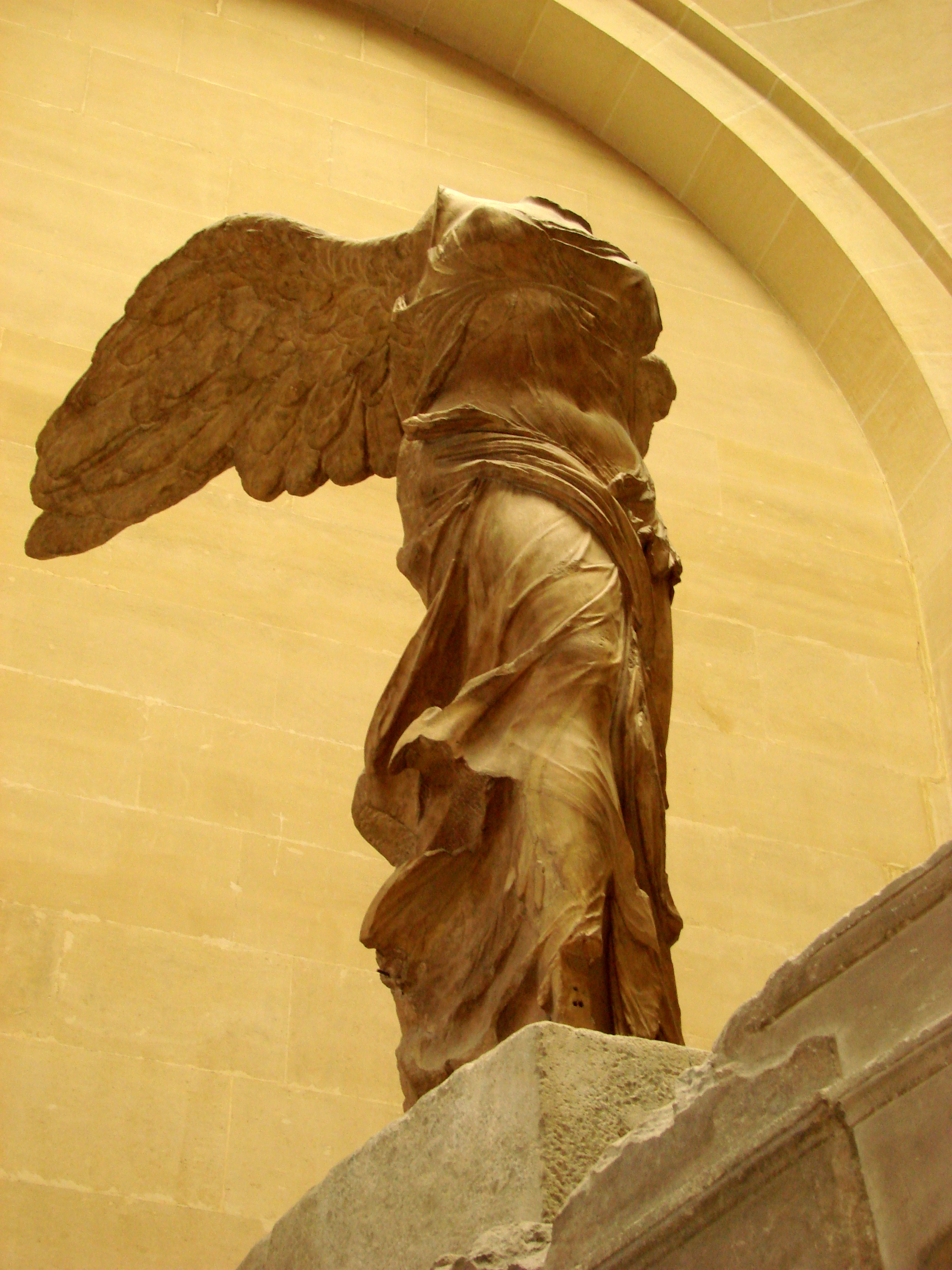
Statua in marmo pario della dea Nike rinvenuta sull'isola di Samotracia. Risalente al periodo ellenistico (II secolo a.C. – Museo del Louvre). I culti di Samotracia celebrano la salvezza in mare, la sopravvivenza dei marinai anche nelle battaglie navali: la vittoria sulla morte e nei mari. Nulla dei Misteri di Samotracia indica quindi un loro riferimento al "dopo-morte", tali misteri si occupano piuttosto della vita reale che vince sulla morte reale.

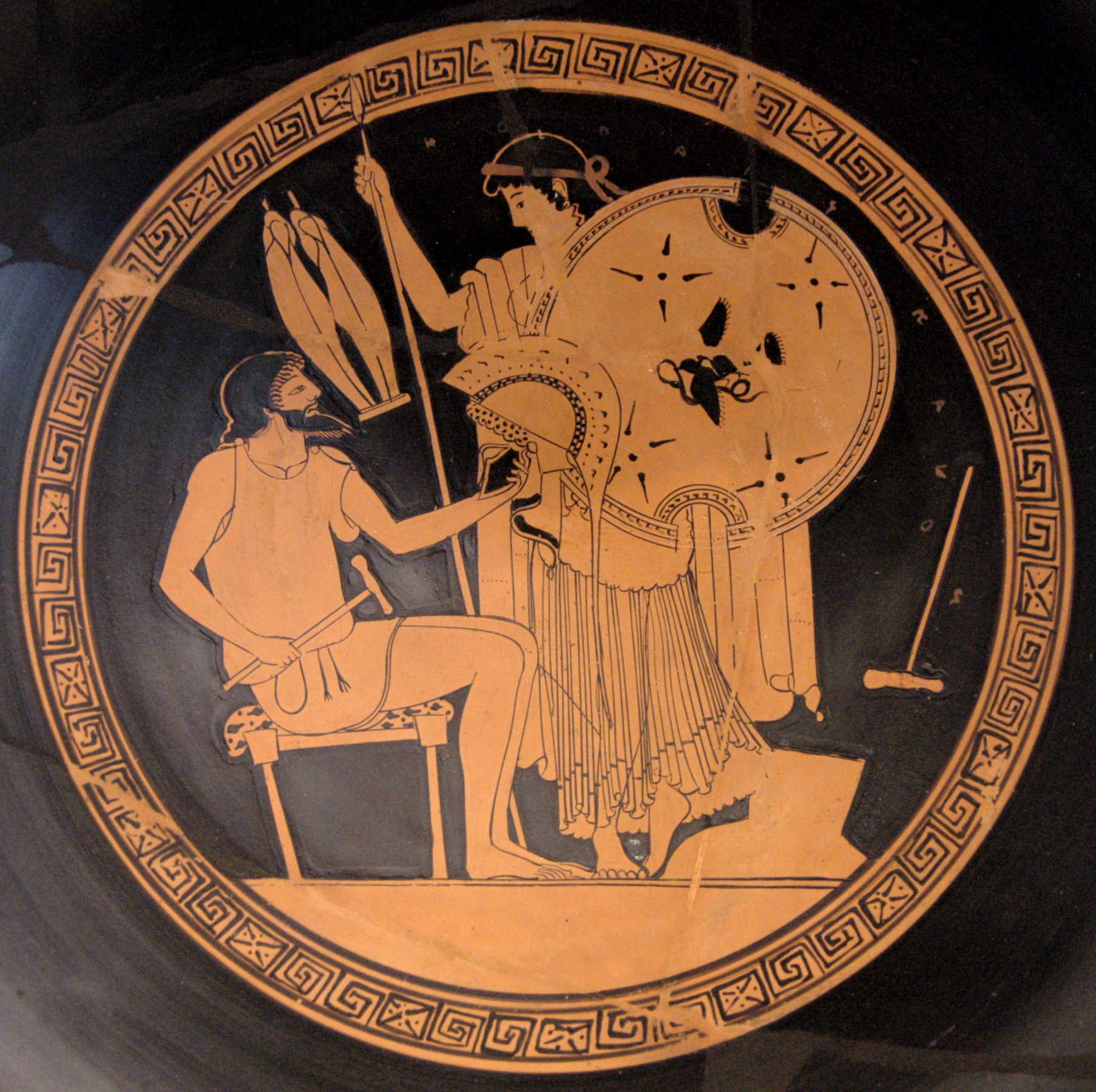
Particolare della Kylix a figure rosse, conservata presso l'Antikensammlung di Berlino e risalente al V secolo a.C., detta del "Pittore della Fonderia" in quanto il suo esterno illustra le fasi principali dell'esecuzione di una grande statua in bronzo. L'interno della Kylix, qui mostrato, presenta il dio Efesto seduto mentre rifinisce con il martello l'elmo di Achille. La nereide Teti, madre dell'Eroe, esamina lo scudo e la lancia. Teti, che aveva raccolto Efesto precipitato appena nato dalla madre Era nell'Oceano per via della sua bruttezza, chiede al dio di preparare delle armi che possano proteggere suo figlio Achille dalla morte profetizzata da Calcante. Dio del fuoco, dei vulcani, delle fucine e degli artigiani, Efesto è zoppo; nelle società antiche gli uomini forti ma menomati dalla zoppìa, quindi inabili all'agricoltura e alla guerra, facilmente divenivano fabbri.

## Misteri di Samotracia
Con l'espressione Misteri di Samotracia viene indicato il culto misterico-iniziatico che già in antichità faceva riferimento all'isola di Samotracia come sua sede. Gli abitanti originari dell'isola non erano greci, da cui vennero denominati "Pelasgi". La loro lingua, non greca, fu comunque utilizzata in ambito cultuale e misterico fino all'epoca ellenistica. Con la colonizzazione greca dell'isola il santuario pre-greco, sede dei Misteri, venne, tuttavia, ulteriormente ampliato dai greci. Erodoto testimonia nel V secolo a.C. la presenza persino in Atene di questi misteri di origine non greca, a cui fu iniziato. Il santuario dei Misteri di Samotracia raggiunse il suo apice nell'età di Filippo il Macedone e il suo culto, diffuso per tutto il Mediterraneo, è attestato fino al periodo dell'imperatore romano Costantino. 
Di questi misteri conosciamo ben poco, sappiamo che il nome collettivo con cui si indicavano gli dèi di Samotracia, ovvero i Mègaloi Théoi (Μεγάλοι Θεοί , "Grandi Dei"), celava un insieme di divinità il cui nome proprio era tenuto in gran segreto. 
Con Erodoto si ritenne che questi dèi corrispondessero ai Cabiri (Κάβειροι) ma Walter Burkert evidenzia come tale testimonianza venga smentita da fonti che risulterebbero ben informate. Sappiamo della presenza di una dea identificata poi come Méter e su alcune monete samotracie è raffigurata una dea con delle caratteristiche proprie di Cíbele. Culti propri ad Afrodite e a Ecate e di un dio-servitore dal nome di Kásmilos (o Kadmilos; poi identificato con Ermes).
Per quanto non si sappia con contezza l'identità degli dèi di Samotracia, fondamento dei suoi Misteri, alcuni aspetti della sua mitologia riportano che la "signora" dell'isola è Elettra (Ἠλέκτρα, "Raggiante"), figlia del titano Atlante la quale si unì a Zeus generando Dardano (Δάρδανος), Eetione (Ἠετίων) e Armonia (Ἁρμονία). Armonia si unisce a Samotracia con Cadmo (Κάδμος) di Tebe. Nelle feste di Samotracia, analogamente a quelle di Eleusi che celebrano la ricerca di Persefone, viene cercata Armonia. Eetione viene ucciso dal fratello Dardano (o da Zeus) che lascia l'isola divenendo il fondatore di Troia e lì introducendo il culto di Méter-Idaie. Così come Dardano si salva per mezzo delle acque, tutto ciò che ruota intorno ai Misteri dell'isola riguarda questo ambito. Nulla dei Misteri di Samotracia indica quindi un loro riferimento al "dopo-morte", tali Misteri si occupano piuttosto della vita reale che vince sulla morte reale, celebrano la salvezza in mare, la sopravvivenza dei marinai anche nelle battaglie navali: la vittoria sulla morte e nei mari.

## Misteri degli dèi Cabiri
Il culto misterico degli dèi Cabiri (Κάβειροι) è attestato principalmente a Tebe e sull'isola di Lemno. Come scrive Walter Burkert, gli abitanti di Lemno venivano appellati dai greci come Tirreni, e quindi identificati come Etruschi o comunque come Pelasgi, finendo per essere conquistati dagli Ateniesi nel VI secolo. Il locale culto degli dèi Cabiri non sembra comunque aver subito interruzioni dovute alla conquista greca. 
Gli dèi onorati in questo culto sono figli, o nipoti, del dio principale dell'isola, Efesto, chiamandosi peraltro Efestia il suo capoluogo. Anche Dioniso è associato a questo culto che sembra contenere anche bevute di vino (numerosi contenitori per la bevanda sono stati recuperati nel santuario dei Cabiri) e riti burleschi collegati probabilmente al mito del ritorno di Efesto, il quale essendo stato scagliato sull'isola da Zeus per aver impedito al re degli dèi di punire Era, fu successivamente fatto ubriacare da Dioniso affinché tornasse sull'Olimpo. 
Il culto degli dèi Cabiri è attestato anche a Tebe, qui secondo Pausania, Demetra Kabeiraia stabilì le iniziazioni per Prometeo, uno dei Cabiri, e ciò rimanderebbe, come per l'isola di Lemno, a culti rivolti alle corporazioni di fabbri. Sono state rinvenute immagini con giovani che indossano il tipico copricapo  (il pilos) dei Dioscuri. La festa nel santuario consisteva nel sacrificio di un toro e nelle libagioni e bevute di vino per mezzo di vasi e tazze in ceramica, con immagini grottesche che richiamano le Antesterie, poi frantumate. Dei riti in sé e delle iniziazioni, ricorda Burkert si sa poco, tuttavia riguardavano anche miti antropogonici. Certamente vi erano dei sacerdoti (i Kabiriarchoi) e dei mistagoghi (paragogeis), il miste prendeva un bagno, portava bende e rami e poteva entrare in un boschetto sacro a Demetra Kabeiraia.